# مهدی علیپور
مهدی علیپور (زاده 27 اسفند 1376 در قزوین)  سنگ‌نورد ایرانی است. 

## افتخارات
علیپور درمسابقات جوانان جهان که در آرکو-ایتالیا برگزار شد توانست با ثبت رکورد ۶ ثانیه و ۶۳ صدم ثانیه مدال نقره جهان را در رشته سرعت را برای اولین بار به نام ایران در رده جوانان کسب کند. همچنین مهدی علی‌پور در دومین دوره رقابت‌های سنگ‌نوردی قهرمانی دانشجویان جهان ۲۰۱۸ که در کشور اسلواکی برگزار شد در قالب تیم دانشگاه آزاد اسلامی به نمایندگی از فدراسیون دانشگاهی ایران توانست به عنوان اولین ایرانی صاحب مدال برنز دانشجویان جهان در ماده سرعت شود. او هم اینک در دانشگاه بین‌الملل قزوین مشغول به تحصیل است.